# Dysstroma leoninata
Dysstroma leoninata là một loài bướm đêm trong họ Geometridae.